# Constantí Doranites
Constantí Doranites (en grec: Κωνσταντίνος Δωρανίτης) fou un membre de la família aristocràtica dels Doranites de Trebisonda, va ser el germà de Teodor Doranites, un gran estratopedarca, durant el regnat d'Aleix III Comnè de Trebisonda. La seva activitat, i la de la seva família en general, es va dur a terme a mitjan segle xiv, durant la guerra civil que va esclatar a terme després de la mort de l'emperador Basili I Comnè i pertorbar l'Imperi de Trebisonda en el curs d'aquest període. Constantí va organitzar un fallit aixecament contra Aleix III en 1352.